# Kanoman (Cibeber)
Kanoman is een bestuurslaag in het regentschap Cianjur van de provincie West-Java, Indonesië. Kanoman telt 7849 inwoners (volkstelling 2010).